# Unio
Unio, skójka – rodzaj słodkowodnego małża z rodziny skójkowatych (Unionidae). Gatunki rodzaju Unio występują w Europie i na Bliskim Wschodzie.

## Występowanie
Zasięg występowania przedstawicieli rodzaju obejmuje Europę, Bliski Wschód, do Nilu. W Polsce rodzaj reprezentowany jest przez trzy gatunki. Jego przedstawiciele zasiedlają różne typy płynących i stojących wód słodkich. Rodzaj znany jest z osadów triasu Europy i Ameryki Północnej.

## Cechy morfologiczne

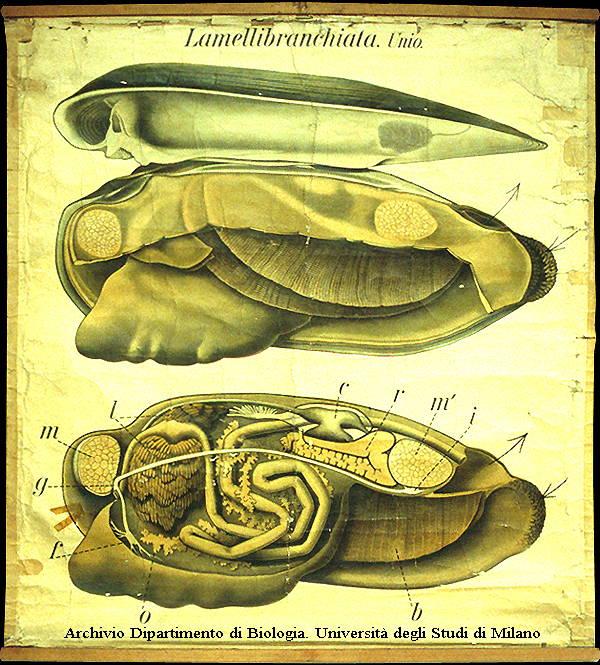
Anatomia przedstawiciela rodzaju Unio – rysunek poglądowy.

Muszla duża (o długości kilku-kilkunastu centymetrów), grubościenna, wąskoklinowata. Brzeg grzbietowy muszli prosty lub zgięty w dół. Zamek muszli z wyraźnymi zębami. Wątrobotrzustka barwy białooliwkowozielonej, ściany żołądka grube, umięśnione.

## Biologia i ekologia

### Zajmowane siedliska
Przedstawiciele rodzaju zasiedlają różne typy śródlądowych wód słodkich, przebywają zagrzebane całkowicie lub częściowo w osadach dennych. Poszczególne gatunki mogą różnić się pod względem preferencji siedliskowych.

### Odżywianie
Filtratory, odżywiające się zawiesiną odcedzaną z wody na skrzelach. Ponad osady denne wystawiają tylną część ciała z syfonami, przez które pobierają i wyrzucają wodę do jamy płaszcza. Przepływ wody jest napędzany przez rzęski nabłonka migawkowego, pokrywającego skrzela i jamę płaszczową. Cząstki zawiesiny zatrzymane na skrzelach są sortowane, sklejane śluzem i transportowane do otworu gębowego lub wyrzucane jako pseudofekalia.

### Oddychanie
Wymiana gazowa zachodzi za pośrednictwem skrzeli i jamy płaszcza.

### Rozmnażanie
Osobniki są rozdzielnopłciowe, plemniki wyrzucane przez syfon wylotowy do wody, zapłodnienie wewnętrzne, jaja przetrzymywane są w komorach lęgowych (marsupiach) w płatach zewnętrznych skrzeli. Rozwój złożony, z larwą (glochidium) pasożytującą na nabłonku skrzeli ryb. Glochidium skójek jest płaskie, ma długość około 0,14–0,23 mm, jego nici larwalne są krótkie i grube. Po przeobrażeniu młode małże odczepiają się i opadają na dno.

## Systematyka
Rodzaj należy do rodziny skójkowatych (Unionidae). Został utworzony przez L.M. Philipssona w XIX wieku.

### Etymologia nazwy
Nazwa naukowa odnosi się do zdolności przedstawicieli tego rodzaju do wytwarzania pereł (łac. unio – perła). W języku polskim nazwą „skójka” określane są również niespokrewnione bezpośrednio z rodzajem Unio (należące do odrębnej rodziny perłoródkowatych) małże z gatunku Margaritifera margaritifera.

### Gatunki
Gatunkiem typowym jest Unio pictorum (Linnaeus, 1758). Systematyka rodzaju różni się w zależności od opracowań, w skład rodzaju zaliczane są następujące gatunki:
- Unio pictorum (Linnaeus, 1758)[2][1] – skójka malarska
- Unio crassus Philipsson, 1788[2][1] – skójka gruboskorupowa
- Unio tumidus Philipsson, 1788[2][1] – skójka zaostrzona
- Unio abyssinicus Martens, 1866[1]
- Unio caffer Krauss, 1848[1]
- Unio delphinus Spengler, 1793[2][1]
- Unio durieui Deshayes, 1847[1]
- Unio elongatulus Pfeiffer, 1825[2]
- Unio gibbus Spengler, 1793[2][1]
- Unio mancus Lamarck, 1819[2][1]
- Unio ravoisieri Deshayes, 1847[2][1]
- Unio terminalis Bourguignat, 1852[1]
- Unio tigridis Bourguignat, 1852[1]
- Unio tumidiformis Da Silva e Castro, 1885[2][1]
- Unio valentinus Rossmässler, 1854[2]